# Riolama leucosticta
Espèce
Synonymes
- Prionodactylus leucostictus Boulenger, 1900

Riolama leucosticta est une espèce de sauriens de la famille des Gymnophthalmidae.

## Répartition
Cette espèce est endémique du Venezuela.

## Publication originale
- Boulenger, 1900 : Report on a collection made by Messrs F. V. McConnell and J. J. Quelch at Mount Roraima in British Guiana. Reptiles. Transactions of the Linnean Society of London, sér. 2, vol. 8, p. 53–54 (texte intégral).